# 630-talet f.Kr.

## Händelser
- 632 f.Kr.
  - Den atenske adelsmannen Kylon erövrar borgklippan Akropolis i ett misslyckat försök att bli kung av staden.
  - Det kinesiska kungariket Jin och dess allierade besegrar kungariket Chu och dess allierade i slaget vid Chengpu.
- 631 f.Kr.
  - Den grekiska kolonin Kyrene grundas (omkring detta år).
  - Sadyates blir kung av Lydien.

## Födda
- 638 f.Kr. – Solon, lagman i Aten (omkring detta år).
- 635 f.Kr. – Thales från Miletos, grekisk filosof (död 543 f.Kr.) (omkring detta år).
- 630 f.Kr. – Nebukadnessar II, babylonisk kung 604-562 f.Kr.

## Avlidna
- 633 f.Kr. – Fraortes, kung av Medien.